# Salix chekiangensis
Salix chekiangensis ist ein Baum aus der Gattung der Weiden (Salix) mit anfangs fein behaarten und später verkahlenden Zweigen. Die Blattspreiten haben Längen von 1,5 bis manchmal 3,5 Zentimetern. Das natürliche Verbreitungsgebiet der Art liegt in China.

## Beschreibung
Salix chekiangensis ist ein Baum mit mattgrauer Borke. Die Zweige sind braun und kahl. Junge Zweige sind bräunlich, fein behaart oder beinahe kahl. Die Laubblätter haben eine länglich-lanzettliche, 1,5 bis 3,5 Zentimeter lange Blattspreite mit unscheinbar drüsig gesägtem Blattrand. Die Oberseite ist grün, entlang der Mittelader flaumhaarig oder kahl, die Unterseite ist grünlich, anfangs dicht angedrückt grauweißlich daunig behaart und später verkahlend.
Die männlichen Blütenstände sind 3,5 bis 6,5 Zentimeter lange Kätzchen mit einem 4 bis 5 Millimeter langen, blattlosen Stiel. Die Blütenstandsachse ist dicht behaart. Die Tragblätter sind eiförmig, etwa 2 Millimeter lang, beidseitig zottig behaart, zugespitzt mit spärlich bewimperter Blattunterseite. Männliche Blüten haben eine beinahe rechteckige, ganzrandige adaxiale Nektardrüse und eine große, dreilappige abaxiale Drüse. Die vier Staubblätter sind ungleich lang und an der Basis fein behaart, die Staubbeutel sind gelb und eiförmig. Weibliche Kätzchen sind unbekannt. Salix chekiangensis blüht im April.

## Vorkommen
Das natürliche Verbreitungsgebiet liegt in der chinesischen Provinz Zhejiang, dort wächst Salix chekiangensis in der Nähe von Gewässern.

## Systematik
Salix chekiangensis ist eine Art aus der Gattung der Weiden (Salix) in der Familie der Weidengewächse (Salicaceae). Dort wird sie der Sektion Wilsonia zugeordnet. Sie wurde 1933 von Wan Chun Cheng erstmals wissenschaftlich beschrieben. Der Gattungsname Salix stammt aus dem Lateinischen und wurde schon von den Römern für verschiedene Weidenarten verwendet. Die Art ähnelt Salix rosthornii doch unterscheidet sie sich durch den blattlosen Blütenstandsstiel, durch die zottig behaarten Tragblätter, die etwa gleich lang sind wie die Staubblätter, die ganzrandige adaxiale Drüse, die dreilappige abaxiale Drüse und die vier Staubblätter.

## Nachweise